# 松殿忠顕
松殿 忠顕（まつどの ただあき）は、室町時代の公卿。松殿高基の長男。官位は正三位・参議。

## 官歴
※日付＝旧暦
- 永正5年
  - 6月6日：従三位
- 永正7年
  - 2月28日：任右衛門督
- 永正8年
  - 10月11日：任参議
- 永正10年
  - 7月24日：正三位
- 永正15年
  - 12月30日：辞退自去秋在国、未拜賀
- 永正16年
  - 月日不詳：出家
  - 6月3日：于越前国卒

## 系譜
- 父：松殿基高
- 母：不詳
- 妻：不詳
- 生母不明の子女
  - 男子：家豊 - 早世、従五位上・左近衛[権]少将

（）